# Siganus vermiculatus
Siganus vermiculatus är en fiskart som först beskrevs av Valenciennes, 1835.  Siganus vermiculatus ingår i släktet Siganus och familjen Siganidae. IUCN kategoriserar arten globalt som livskraftig. Inga underarter finns listade i Catalogue of Life.